# Wendy Laidlaw
Wendy Anderson, coniugata Laidlaw (Sydney, 19 febbraio 1959), è un'ex cestista australiana.

## Carriera
Con l'Australia ha disputato i Campionati mondiali del 1983 e i Giochi olimpici di Los Angeles 1984.